# 光明桥街道
光明桥街道，是中华人民共和国河北省邯郸市丛台区下辖的一个乡镇级行政单位。

## 行政区划
光明桥街道下辖以下地区：
印染厂社区、芳林社区、桥北社区、联新里社区、三公司社区、电厂社区、水文局社区、地质局社区和亚太社区。